# نیکولا ووکچویچ
نیکولا ووکچویچ (مونته‌نگروئی: Никола Bукчeвић؛ زادهٔ ۱۳ دسامبر ۱۹۹۱) بازیکن فوتبال اهل مونته‌نگرو است که در پست هافبک دفاعی برای باشگاه  استقلال خوزستان  بازی می‌کند. ووکچویچ کار حرفه‌ای خود را با بودوچنوست آغاز کرد.
وی همچنین در تیم‌های ملی فوتبال زیر ۲۱ سال مونته‌نگرو و مونته‌نگرو بازی کرده‌است.